# Echium gentianoides

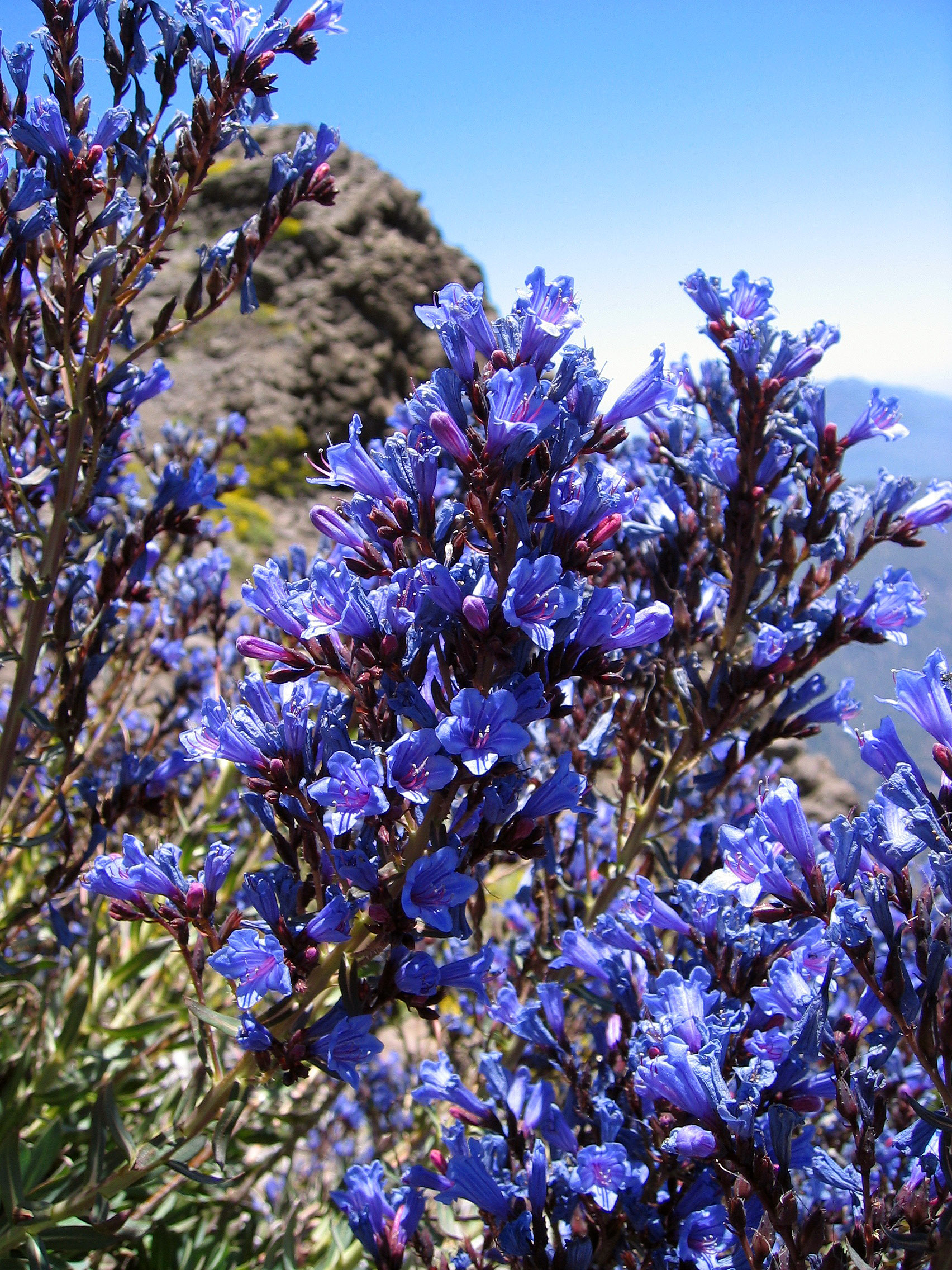
Blütendetails

Echium gentianoides, auch Enzianartiger Natternkopf genannt, ist eine Pflanzenart der Gattung Natternköpfe (Echium) und gehört zur Familie der Raublattgewächse (Boraginaceae).

## Beschreibung
Der stark verzweigte Strauch erreicht Wuchshöhen von bis zu 70 cm. Die lanzettlichen Blätter sind oberseits borstig und unterseits kahl. Die blauvioletten Blüten erinnern etwas an Enzianblüten (Gentiana). Die Staubblätter überragen die Kronröhre nur ein wenig.

## Vorkommen
Echium gentianoides ist ein Endemit der Kanareninsel La Palma. Die Pflanze gedeiht in Hochlagen zwischen 1650 und 2400 m, vor allem in der Pflanzengesellschaft Tolpidetum calderae. Vorkommen vor allem bei Los Coralejos und Cumbres de Garafia.